# Râul Mireș, Nadoșa
Râul Mireș este un curs de apă afluent al râului Nadoșa. 